# República Socialista Soviètica de Belarús
La República Socialista Soviètica de Belarús (RSS de Belarús) va ser un dels quatre membres fundadors de l'URSS el 1922 juntament amb l'RSS d'Ucraïna, l'RSS de Transcaucàsia i l'RSFS de Rússia.
La república estava situada a l'oest de l'URSS i la capital era Minsk. L'RSS de Belarús va ser creada l'1 de gener de 1919.
Després de la Segona Guerra Mundial, l'RSS de Belarús tenia representació pròpia a l'Assemblea General de les Nacions Unides juntament amb l'RSS d'Ucraïna i l'URSS.
El 19 de setembre de 1991 (3 mesos abans de la independència) la república passà a nomenar-se República de Belarús.

## Demografia
Les nacionalitats que hi havia a la república es distribuïen de la següent manera:
- Belarussos - 81%
- Russos - 8%
- Polonesos - 6,7%
- Jueus - 1,9%
- Ucraïnesos - 1,7%

## Ciutats importants
A banda de la capital, Minsk, altres ciutats importants eren:

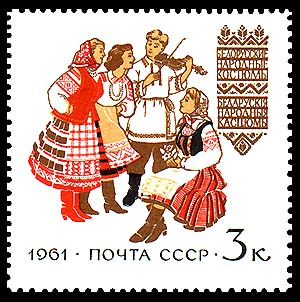
Vestits populars belarussos en un segell del 1961

- Homiel
- Bierascie
- Horadnia
- Mahilou
- Viciebsk